# بازی‌های پان امریکن ۱۹۵۱
بازی‌های پان امریکن ۱۹۵۱ (انگلیسی: 1951 Pan American Games) اولین دوره بازی‌های پان امریکن است که از ۲۵ فوریه تا ۹ مارس ۱۹۵۱ در بوئنوس آیرس، آرژانتین با حضور ۲۵۱۳ ورزشکار برگزار شده‌است.

## جدول مدال‌ها
*   کشور میزبان ( آرژانتین)
| رتبه           | NOC                 | طلا | نقره | برنز | مجموع |
| -------------- | ------------------- | --- | ---- | ---- | ----- |
| ۱              | آرژانتین            | ۶۳  | ۴۳   | ۳۶   | ۱۴۲   |
| ۲              | ایالات متحده آمریکا | ۴۶  | ۳۴   | ۲۱   | ۱۰۱   |
| ۳              | شیلی                | ۸   | ۱۹   | ۱۲   | ۳۹    |
| ۴              | کوبا                | ۶   | ۷    | ۸    | ۲۱    |
| ۵              | برزیل               | ۵   | ۱۵   | ۱۳   | ۳۳    |
| ۶              | مکزیک               | ۵   | ۷    | ۲۳   | ۳۵    |
| ۷              | پرو                 | ۲   | ۵    | ۷    | ۱۴    |
| ۸              | ترینیداد و توباگو   | ۱   | ۲    | ۰    | ۳     |
| ۹              | اکوادور             | ۱   | ۰    | ۱    | ۲     |
| ۱۰             | کلمبیا              | ۱   | ۰    | ۰    | ۱     |
| ۱۱             | ونزوئلا             | ۰   | ۱    | ۱    | ۲     |
| ۱۲             | کاستاریکا           | ۰   | ۱    | ۰    | ۱     |
| ۱۳             | جامائیکا            | ۰   | ۰    | ۳    | ۳     |
| ۱۳             | گواتمالا            | ۰   | ۰    | ۳    | ۳     |
| ۱۵             | هائیتی              | ۰   | ۰    | ۱    | ۱     |
| ۱۵             | پاناما              | ۰   | ۰    | ۱    | ۱     |
| مجموع (۱۶ NOC) | مجموع (۱۶ NOC)      | ۱۳۸ | ۱۳۴  | ۱۳۰  | ۴۰۲   |

## ورزش‌ها
- دو و میدانی  (جزئیات)
- بیسبال  (جزئیات)
- بسکتبال  (جزئیات)
- بوکس  (جزئیات)
- دوچرخه‌سواری  (جزئیات)
- شیرجه  (جزئیات)
- سوارکاری  (جزئیات)
- شمشیربازی  (جزئیات)
- فوتبال  (جزئیات)
- ژیمناستیک  (جزئیات)
- پنج‌گانه مدرن  (جزئیات)
- چوگان  (جزئیات)
- روئینگ  (جزئیات)
- قایقرانی بادبانی  (جزئیات)
- تیراندازی  (جزئیات)
- شنا  (جزئیات)
- تنیس  (جزئیات)
- واترپلو  (جزئیات)
- وزنه‌برداری  (جزئیات)
- کشتی  (جزئیات)